# Pacyficzka atolowa
Pacyficzka atolowa (Pomarea mira) – gatunek ptaka z rodziny monarek (Monarchidae). Endemiczny dla wyspy Ua Pou należącej do Polinezji Francuskiej. Krytycznie zagrożony wyginięciem, prawdopodobnie wymarły.
Opis gatunku
Po raz pierwszy opis tego gatunku sporządzono w 1928 roku, klasyfikując pacyficzkę atolową jako podgatunek pacyficzki zmiennej (P. mendozae). Okazy zebrano między październikiem 1921 a listopadem 1922 roku. Występuje dymorfizm płciowy. Samce są całkowicie czarne z jasnoszarym dziobem. U samicy ogon biały, lotki drugiego rzędu na końcu brązowe z białym obrzeżeniem, lotki I rzędu białe. Zbadano 10 samców i 5 samic. Wymiary skrzydła wahały się między 102–109 mm, ogona 78–84 mm, dzioba 18,5–20 mm, a skoku 30–32 mm.
Status, zagrożenia
Ostatnia pewna obserwacja miała miejsce w marcu 1985 roku, kiedy widziano dwa młodociane osobniki. Nie zaobserwowano tego gatunku w roku 1989, 1990 oraz w trakcie intensywnych poszukiwań w latach 1998–1999; w rezultacie uznano ten gatunek za wymarły. W 2010 roku zgłoszono obserwację, która sądząc po wyglądzie ptaka wskazywała na pacyficzkę atolową. Kolejne badania w terenie przeprowadzono w latach 2012, 2013 i 2016, jednak nie przyniosły one rezultatu. Prawdopodobnie środowisko życia stanowiły nizinne lasy, obecnie zniszczone. Zagrożenie stanowi wycinka lasów pod pastwiska. Niewykluczone, że do wyginięcia przyczyniły się wprowadzone na wyspę ssaki, zwłaszcza szczur śniady (Rattus rattus). Obecnie gatunek klasyfikowany jako krytycznie zagrożony wyginięciem i prawdopodobnie wymarły; nawet jeśli przetrwał, to jego populacja jest bardzo mała.